# Molukkenbarbe
Die Molukkenbarbe (Upeneus moluccensis) ist ein Meeresfisch aus der Familie der Meerbarben, die im Roten Meer und im tropischen Indopazifik nördlich bis Japan und östlich bis Neukaledonien vorkommt. Durch den Suezkanal ist die Art in das Mittelmeer eingewandert (Lessepssche Migration) und ist im östlichen Mittelmeer inzwischen etabliert.

## Merkmale
Molukkenbarben werden maximal 22 Zentimeter lang, bleiben für gewöhnlich aber bei einer Länge von 18 Zentimeter. Sie sind relativ langgestreckt. Die Körperhöhe beträgt am Beginn der ersten Rückenflosse 24 bis 26 und am Anus 21 bis 23 % der Standardlänge.
- Flossenformel: Dorsale VIII/9, Anale I/7, Pectoral 14–17.
- Schuppenformel: SL 33–35.
- Kiemenrechen 7–8 + 18–20 (insgesamt 26–27). ok

Molukkenbarben haben eine rosig-silbrige Grundfarbe, der Rücken oberhalb der Seitenlinie ist hellbraun. Ein breites, gelbes bis goldenes Längsband verläuft vom Auge bis zum oberen Schwanzstiel. Die Barteln sind weiß. Die Spitze der ersten Rückenflosse ist dunkel. Unverwechselbares Kennzeichen der Art sind 6 bis 8 dünne rote Streifen auf dem oberen Lobus der tief gegabelten Schwanzflosse. Am Hinterrand des ungestreiften unteren Schwanzflossenlobus befindet sich ein rotes Band.

## Lebensweise
Die Molukkenbarbe kommt küstennah über Sand- und Schlammböden oft in der Nähe von Korallenriffen vor. Jungfische bilden kleine Gruppen, Adulte kommen einzeln, paarweise oder in kleine Gruppen vor. Die Fische halten sich meist in Tiefen von 10 bis 120 Metern auf. Sie sind schnelle Schwimmer, die in der Regel nur kurz zur Nahrungsaufnahme stoppen. Diese besteht aus kleinen Krebstieren, Borstenwürmern und, bei größeren Exemplaren auch aus Fischen. Im Vergleich zu anderen Meerbarben fressen sie größere Beute. Molukkenbarbe laichen im Mittelmeer von Ende Juni bis Ende Oktober. Ihre Eier und die relativ kleinen Larven sind pelagisch.